# Hjalmar Harriston
Karl Hjalmar Harriston, född Nilsson 22 oktober 1881 i Klosters församling i Södermanlands län, död 31 december 1943 i Örgryte församling i Göteborg, var en svensk ungsocialist och skådespelare.
År 1916 byter Hjalmar Nilsson officiellt efternamn till Harriston. Han var från 1919 gift med Ebba Donald (född 1883), den 4 februari 1924 dör hon i sviterna av influensa. Hjalmar Harriston avled efter en längre tids sjukdom i december 1943.

## Politiskt engagemang
Hjalmar Nilsson engagerade sig från ca 1905 i den ungsocialistiska rörelsen genom Stockholms norra klubb. Från 1907 blev han ansvarig utgivare för det ungsocialistiska tidningsorganet Brand, där han också medverkade under pseudonymen Harriston. Med detta uppdrag följde naturligt en räcka fängelsestraff till följd av tryckfrihetsmål. Under 1909 rör sig diskussionerna inom rörelsen allt mer kring den för svenskarna nya fackliga strategin syndikalismen och den gamla fackföreningsrörelsens misslyckande, och Hjalmar Nilsson utsågs tillsammans med Ragnar Johansson till Stockholmsklubbarnas representanter till SAC:s konstituerande kongress midsommarhelgen 1910. Norra klubben drogs utöver andra problem med ekonomiska bekymmer och nedlades i september 1910.

## Teaterkarriär
På 1910-talet övergick Hjalmar Nilsson till skådespelaryrket och fick år 1915 plats i teatersällskapet (på bilden fjärde från vänster i bakre raden) vid nybyggda Södra folkparken, Norra Västberga, där han under aliaset Hjalmar Harriston bland annat föreläste om Bellmans liv och diktning samt gjorde rollen som Grimoillet i det franska skämtstycket i två akter "En herre utan frack".
Vid Folkets hus teater deltog han 1917 i uppsättningar av Tolstojs "Uppståndelse" (1899), von Numers "Svärmor kommer" och Hauptmanns "Vävarna", tillsammans med bland andra Pierre Fredriksson, William Larsson, och Thekla Borgh. Under sommaren fungerade han som både skådespelare och inspicient i "Stockholmsturnén", som turnerade i landsorten med samma sällskap samt därtill också Jenny Tschernichin-Larsson och John Borgh.
Hösten 1919 medverkade Harriston i revyn "Kuckeliku" på teater Ugglan i Stockholm, men tog också anställning hos före detta ungsocialistiska kamraten Hilmer Wallentin, som då driver en butik i centrala Stockholm. Wallentin, som av ungsocialismens kröniketecknare Karl Fernström beskrivits som en "blandtyp av samhällsomstörtare och upptågsmakare, full av anlag för rackarstreck", spenderade tidvis perioder bakom lås och bom, i grunden för ett ej fullgjort straff för värnpliktsvägran, men också för diverse offentliga reklam- och politiska upptåg.
I augusti 1921 gör polis ett tillslag mot butiken och där upptäcks då vad som i pressen beskrivs som en "lönnkrögarcentral". Tillslaget görs efter att ett större parti smuggelsprit från Riga dagen innan påträffats på en båt i Nynäshamn, och man hittar även i Wallentins butikslokal stora mängder sprit, gömda i lönnfack i väggarna. Utöver en person som tidigare samma dag frisläppts efter att ha gripits i samband med Nynäshamnsbeslaget, befinner sig också Hjalmar Harriston i lokalen, och han anses ha fungerat som lokal återförsäljare av smuggelspriten. Wallentin - som satt i fängelse vid tidpunkten för tillslaget - och Harriston åtalas sedermera för olaga sprithandel, men trots i tidningarna refererade erkännanden nekar vid rättegången i januari 1922 de båda till att de skulle vara skyldiga till olaga sprithantering. De hävdar då i stället att de helt saknat kännedom om den sprit som anträffats av polisen. Utredningen hade då också utmynnat i en mindre skandal där fyra polismän i Nikolai polisdistrikt pekas ut som spritkunder hos Wallentin, och de båda anklagade spritförsäljarna döms slutligen endast till 300 kronor i böter vardera.
1928 kom Harriston till Göteborg och Burgårdsparkens nya friluftsteater (Burgårdsteatern), där han sedan var verksam som skådespelare och regissör återstoden av sitt verksamma liv. Han medverkade bland andra pjäser i Elof Ahrles "A-B Tippa Rätt" 1939. Han verkade också som pjäsförfattare, och flera av hans lustspel sattes upp på olika teatrar i Göteborg med omnejd. Följande pjäser författades av Hjalmar Harriston:
- Kungen på Skogstorp, sv. folklustspel i tre akter. Premiär på Burgårdsteatern den 19 maj 1928 med 129 föreställningar. Nypremiär den 25 maj 1929 med 23 föreställningar. Regi Elsa Textorius. Gästföreställning på Krokängsparkens friluftsteater den 20 juli 1930.
- Trohetsprovet, sv. folklustspel i tre akter. Premiär på Pallasteatern den 11 maj 1929 med 22 föreställningar. Regi Hjalmar Harriston. Gästföreställningar på Krokängsparkens friluftsteater den 2 juni 1929, Högsbokoloniens friluftsteater den 16 juni 1929, samt 14 föreställningar på Apolloteatern julhelgen 1929-30.
- Dansen på Brottskär, sv. folklustspel i tre akter. Premiär på Burgårdsteatern den 19 juni 1929 med 90 föreställningar. Nypremiär den 28 maj 1930 med 7 föreställningar samt den 1 juni 1936 med 4 föreställningar. Regi Elsa Textorius. Gästföreställning på Krokängsparkens friluftsteater den 4 augusti 1929 samt på Pallasteatern den 3 september 1929. Uppfördes också år 2000 av Skäriteatern i Korsholms skärgård. Dansen på Brottskär i Finlands Svenska Ungdomsförbunds pjäsbibliotek.
- Kalle Spiras kärleksäventyr, sv. folklustspel i tre akter. Gästföreställning med Burgårdsteaterns ensemble på Krokängsparkens friluftsscen den 25 maj 1930.
- Torpar-Petter säljer sin käring, sv. folklig fars i tre akter. Premiär på Burgårdsteatern den 7 juni 1930 med 99 föreställningar. Nypremiär den 21 juni 1931 med 4 föreställningar samt den 4 juli 1934 med 13 föreställningar. Regi Elsa Textorius. Gästföreställning på Krokängsparkens friluftsteater den 24 juni 1929.
- Johanna tar regeringen, sv. folklustspel i tre akter. Premiär på Burgårdsteatern den 23 maj 1931 med 99 föreställningar. Regi Elsa Textorius. Nypremiär på Folkteatern Lorensberg den 23 juli 1931 med 5 föreställningar
- Pingstlijor och syndare, sv. folklustspel i tre akter. Premiär på Burgårdsteatern den 12 augusti 1933 med 7 föreställningar. Regi Elsa Textorius.
- Käringköpet, ("Torpar-Petter..." under ny titel) sv. lustspel med sång i tre akter. Premiär på Burgårdsteatern den 31 maj 1941 med 89 föreställningar. Regi Hjalmar Harriston

Harriston hade vid sidan om sin plats vid Burgårdsteatern även andra inkomstkällor, bland annat upplät han 1930 sitt namn och ansikte i en reklamkampanj för Samarin från Cederroths tekniska fabrik. Hans "Dansen på Brottskär" sattes 1933 genom teaterförlaget Englinds försorg upp på Svenska folkteatern i Chicago, och 1935 även på Brageteatern i norska Halden. År 1943 medverkade han också vid Göteborgs folkpensionärsförenings 5-årsjubileum på Cirkus i Göteborg.